# 飛地

飛地形態一：C地區的主權屬於母國B，因此C地是B國的外飛地，也同時是A國的內飛地。

飛地形態二：C地區的主權屬於母國B，因此C地是B國的外飛地，但並非任何國家的內飛地。

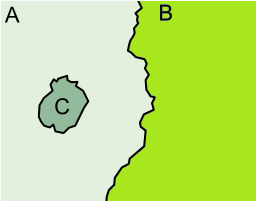
飞地形态三：C地区是单独主权，因此C地是A国的内飞地，但并非任何国家的外飞地。

飛地是一種人文地理概念，意指在某個地理區劃境內有一塊隸屬於他地的區域。
內飛地（英語：enclave）是完全被另一個國家或實體的領土包圍的領土。內飛地可以是一塊獨立領土，也可以是更大領土的一部分。 領海內也可能存在內飛地。:60 內飛地有時被錯誤地用來表示僅部分被另一個國家包圍的領土。
外飛地（英語：exclave）是一個國家或地區的一部分，在地理上被一些周圍的外國領土與主要部分分開。 許多外飛地同時是內飛地；被多個國家領土包圍的外飛地不是內飛地。
半內飛地（英語：Semi-enclaves）和半外飛地（英語：semi-exclaves）是指除擁有未被包圍的海洋邊界（與國際水域相連的海岸線）以外，否則將成為內飛地或外飛地的地區。:116:12–14 內飛地和半內飛地可以作為獨立國家存在（摩納哥、岡比亞和汶萊是半內飛地），而外飛地和半外飛地本身始終僅構成主權國家的一部分（如加里寧格勒州）。
一個pene外飛地（英語：pene-exclave，或稱functional exclaves或practical exclaves:31）是一個國家領土的一部分，只能通過另一個國家的領土，才能方便地到達（特別是藉陸地交通方式）。:283

## 分类
根據地區與國家之間的相對關係，飛地又可以分為「外飛地」與「內飛地」兩種概念，其關係如下：
- 內飛地：意指某個國家境內有塊土地，其主權屬於另外一個國家，則該地區稱為此國家的內飛地。
- 外飛地：某國家擁有一塊與本國分離的領土，該領土被其他國家包圍，則該領土稱為某國的外飛地。

## 內飛地

苏联遗留在中亚费尔干纳地区的大量飞地涉及吉尔吉斯斯坦（綠色）、塔吉克斯坦（紫色）和乌兹别克斯坦（黃色）

比利时（黃色）和荷兰（米色）交界的巴勒拿骚有欧洲最复杂的飞地

一個國家境內的內飛地通常是另一個國家（該地主權國）的外飛地（但「國中國」不屬此情況），但是外飛地卻不一定要以內飛地的型態存在。雖然，以很狹義的定義來說，飛地的四周都必須完全被同一個國家所包圍，但事實上這名詞有很多比較實用上的引申用法，例如某地區在陸地部分可能都是由同一個國家所包圍，但是該地區臨海，因此可以利用海路與母國聯絡，或者被包圍的地區本身其實是個主權獨立的國家（國中國）。

### 標準飛地
此類的飛地之存在型態完全符合內飛地最嚴謹狹義的定義。
- 圣亚纳教堂 (耶路撒冷)[7]
- 天主经堂
- 列王墓
- 阿布戈斯的本篤會修道院（法语：Abbaye_Sainte-Marie_de_la_R%C3%A9surrection_d%27Abu_Gosh）
- 布辛根：德国領土，屬於德國西南部的巴登-符騰堡邦，但實際上全境皆位於瑞士北部的沙夫豪森州（Schaffhausen）境內，屬於瑞士關稅同盟的一部分。
- 利維亞：屬於西班牙地区的一個城市，但全境皆被法国东比利牛斯省包圍。
- 坎波内：意大利領土，被瑞士的提契諾州包圍。
- 席洛廷布（Xylotimbou）與歐爾密迪亞（Ormidhia）：這兩個賽普勒斯村落位於賽普勒斯島的東南角，周圍完全被位在賽島上的德凱利亞（Dhekelia）基地所包圍。由於該基地範圍內是英國的領土，因此這兩個小村落變成英國領土的內飛地，與賽普勒斯共和國的外飛地。
- 蘇萊曼沙阿陵：位于叙利亚境内的一處奥斯曼帝国古蹟，根據1921年的安卡拉條約內容，其主權屬於土耳其共和國。
- 亞美尼亞與阿塞拜疆：同為前蘇聯加盟共和國的這兩個國家之間有非常多飛地存在。在亞美尼亞的東北部，有兩個村落的主權是屬於阿塞拜疆，而南部在纳希切万自治共和国（該共和國本身是阿塞拜疆的一個外飛地）北邊的亞美尼亞境內，也有一個主權屬於阿塞拜疆的村落規模之內飛地。與此相對應的，在阿塞拜疆西北部有一個主權屬於亞美尼亞的內飛地巴什肯德。除了這些已經確定的飛地之外，亞美尼亞長期以來皆一直宣稱阿塞拜疆境內的納戈爾諾-卡拉巴赫是該國的國土，並且支持居住在當地的亞美尼亞人控制了原納戈爾諾-卡拉巴赫自治州的大部分領土以及週邊的一些區域，自1991年後實質統治至今，儘管法律上存在這些飛地，但實際上所有的飛地（除了纳希切万）均在納卡戰爭後被被對方佔領[8]，直到現在事实上雙方都沒有飛地存在[9]，但尚未獲得國際上的認可。2020年戰爭後，阿爾察赫實際控制地區僅剩餘原納哥諾卡拉巴克自治州的北部，並完全被亞塞拜然控制領土包圍。

### 已不再存在的內飛地
- 西柏林：在西德與東德尚未合併前，原本柏林境內屬於美英法佔領區所合併的西柏林市，四周皆被蘇聯控制的東德領土包圍，是最出名的一塊飛地。也正由於這特殊的地位，而曾發生著名的柏林空運（Berlin Airlift）事件。兩德統一以後成為柏林州的一部分。
- 達阿拉卡各布列：位於孟加拉国的飛地，由印度所有，是全球唯一的三級飛地。但2015年，印度與孟加拉決定交換兩國之間的飛地，自此達阿拉卡各布列改由孟加拉管轄。

### 臨海飛地
此類的飛地雖然陸上的邊境皆被另一個國家包圍，但因為瀕臨海邊，因此通常還是可以透過海路與母國聯繫。
- 休達：西班牙城市，但卻位在北非國家摩洛哥接壤。休達因為歷史上的因素並沒有在摩洛哥從法國殖民地裡獨立出來時跟著一起獨立，而變成今日的孤立狀態。休達位於地中海邊，隔地中海與母國西班牙相望，西班牙一直堅持主權。
- 梅利利亞：西班牙城市，也位於摩洛哥境內及地中海邊。梅利利亞的孤立成因與休達一樣，西班牙一直堅持主權。
- 北愛爾蘭：英國的組成國，位於愛爾蘭島上，與英國本土沒有陸路相通。
- 直布羅陀：英國的海外領地，位在西班牙南部的海岬上，擁有扼守地中海到大西洋航路的關鍵軍事地位。直布羅陀擁有英國海外領土的身份，英國在此處仍佈有軍事單位據守。
- 亞克羅提利與德凱利亞（Akrotiri and Dhekelia）：這兩個位於地中海東部島嶼賽普勒斯上的軍事基地是英國海外領土之一，因其特殊軍事戰略地位而沒在賽普勒斯從英國獨立而出時一起獨立，成為孤立的地區。由於兩個軍事基地皆瀕臨該島南邊的地中海岸，因此可算是種臨海飛地。
- 歐庫西區：東帝汶的一級行政區之一，但全境皆位於印度尼西亚的西帝汶境內，瀕臨太平洋。
- 阿拉斯加州： 美國的一州，位於美洲大陸西北角，與 美國本土之間隔著加拿大相望。阿拉斯加可以靠 太平洋與本土聯絡，且因為本身面積廣大海岸線長，並沒有一般飛地因被孤立而產生的不便利。
- 卡賓達省：安哥拉的外飛地，其陸上邊界與剛果民主共和國包圍，屬臨海飛地，但剛果民主共和國對其宣稱有主權。
- 圭亞那省：法國的一個省，位於南美洲北部大西洋邊，與巴西和蘇利南交界，為歐盟最西邊的地區。

### 國中國
- 莱索托：領土完全被南非包圍。
- 圣马力诺：領土完全被意大利包圍。
- 梵蒂冈：領土完全被意大利包圍。

### 城市
在部分國家或地區的行政區劃中，因将首都或主要城市設为獨立行政區，造成一些城市被同级别的另一个行政區完全包圍，成为后者的内飞地，如柏林是勃兰登堡州的内飞地，光州是全羅南道内飞地，平壤市方硯洞是平安北道龜城市的內飛地，臺北市為新北市的內飛地，嘉義市為嘉義縣的內飛地，北京市和天津市是河北省的内飞地，澳大利亚首都领地是新南威尔士州内飞地等。

## 外飛地
外飛地（Exclave）通常指某國家（地区）（或國家以下的某級地方行政單位）擁有一塊與本國（地區）分離開來的領土，若該領土被其他國家（地區）包圍，則該領土稱為某國（地區）的外飛地。

### 國際性飛地

#### 北美洲
- 美国
  - 阿拉斯加：世界上面积最大的飞地，它與美國本土之間由加拿大分隔。
  - 羅伯茲角：北接加拿大不列颠哥伦比亚省，没有陆路与美国本土华盛顿州连接。由於美加邊界是沿著北緯49度劃定，此地正好在北緯49度線以南，形成飛地。
  - 西北角：西接加拿大曼尼托巴省，沒有陸路連接美國本土明尼蘇達州。

#### 中美洲
- 海地
  - 索馬特爾湖東岸：有多個面積參差不齊，鄰多明尼加邊境而沒有陸路連接海地本土的外飛地

#### 南美洲
- 阿根廷
  - 馬丁加西亞島：位於烏拉圭的邊界內

#### 欧洲
- 英国
  - 北愛爾蘭：英國的組成國，位於愛爾蘭島上，與英國本土沒有陸路相通。
  - 直布罗陀：位於西班牙安達魯西亞加的斯省以南。1704年，英國在西班牙王位繼承戰爭期間攻佔直布羅陀，1713年《烏得勒支和約》中，西班牙波旁王朝正式將直布羅陀割讓予英國，換取英國承認，自此，直布羅陀一直被英國統治，也成為英國在歐洲大陸的據點。不过西班牙并未放弃声索直布罗陀主权。
- 俄罗斯
  - 加里宁格勒州：该地原为德国東普魯士一部分，普魯士发源地。二战后该地被苏联及波兰佔領，加里宁格勒属俄罗斯加盟共和国管辖。1991年苏联解体后，该地被独立的立陶宛和白俄罗斯与俄罗斯本土分开，成为飞地。
- 西班牙
  - 休达及梅利利亚：摩洛哥沿海的两处。
  - 利维亚：屬於加泰罗尼亚的一個城市，但全境皆被法国东比利牛斯省包圍。
- 德国
  - 布辛根：位於瑞士北部沙夫豪森州境内。
- 意大利
  - 坎波内：被瑞士提契諾州包围。
- 克罗地亚
  - 杜布罗夫尼克：被波黑唯一的沿海市鎮内乌姆分隔。2022年佩列沙茨大桥落成後，可以繞過内乌姆，經佩列沙茨半島直達杜布羅夫尼克。
- 荷兰、比利時
  - 巴尔勒：位於兩國交界上。
- 賽普勒斯
  - 席洛廷布（Xylotimbou）與歐爾密迪亞（Ormidhia）：這兩個賽普勒斯村落位於賽普勒斯島的東南角，周圍完全被位在賽島上的德凱利亞英屬基地區所包圍。由於軍事基地是英國領土，因此這兩個小村落變成英國領土的內飛地，與賽普勒斯共和國的外飛地。

#### 非洲
- 安哥拉
  - 卡賓達：卡賓達是安哥拉最北方的省分，與安哥拉本土之間被刚果民主共和国所分離。在1885年之前卡賓達原本是與安哥拉相連的，但在柏林西非會議中各國決議將當時改名為剛果自由邦的比屬剛果之領土延伸到刚果河下游直至出海，而將卡賓達給孤立成飛地。
- 馬拉威
  - 利科馬縣：是馬拉威東部的一個縣，屬於北部區的一部分，該縣位於馬拉維湖以東，全境被莫三比克包圍，由兩個主要島嶼組成（利科馬島及奇茲姆盧島），面積共21平方公里，人口約13,000。

#### 亚洲
- 阿塞拜疆
  - 納希契凡：納希契凡自治共和國是西亚伊斯兰教國家阿塞拜疆的一個共和國，與母國之間隔著信仰基督教的鄰國亞美尼亞，複雜的政治形勢與宗教差異，讓這地區自從苏联瓦解後就一直處於混亂狀態。除了納希契凡外，阿塞拜疆還有三個該國擁有主權的村落位在亞美尼亞境內，即上埃斯基帕拉、巴库达利和索富卢。此外，亞美尼亞也擁有一個位在阿塞拜疆境內的村落阿茨瓦申的主權（如果撇開爭議中的納戈爾諾-卡拉巴赫飛地不計）。
- 汶莱
  - 淡布隆县：淡布隆县是組成汶萊的四個省分之一，位在汶萊灣的東南岸，中間隔著一塊屬於馬來西亞砂拉越州（Sarawak）的領土呈現孤立狀態。事實上，面積狹小的汶萊全境皆為馬來西亞的沙巴州與砂拉越州包圍，僅有瀕臨南中國海的海岸線開放著，本身也具有一點濱海內飛地的特性。
- 塔吉克斯坦、乌兹别克斯坦、吉尔吉斯斯坦
  - 在此三國所交界的费尔干纳盆地地區，存在有大量的小型飛地；
  - 塔吉克斯坦的粟特州伊斯法拉区下辖的沃魯赫（Vorukh）整体被吉尔吉斯斯坦包围。
  - 乌兹别克斯坦的費爾干納州下辖索克区（Sokh）整体分两块均被吉尔吉斯斯坦包围。
  - 乌兹别克斯坦的費爾干納州费尔干纳区（Fergana）下辖的Shohimardon（英语：Shohimardon）和另一块小区域被吉尔吉斯斯坦包围。
- 阿曼与阿拉伯联合酋长国
  - 穆桑代姆省：阿曼的省份之一，被阿拉伯联合酋长国與母國隔開並隔著荷姆茲海峽與伊朗相望。
  - 馬德哈：是阿曼穆桑代姆省的一块飞地，位于穆桑达代姆半岛到阿曼本土连线的中间点处、阿拉伯联合酋长国夏尔迦的富吉拉到豪尔费坎的公路上，完全被阿拉伯联合酋长国包围。在馬德哈内有另一个属于阿拉伯联合酋长国的二级飞地那赫瓦。
  - 那赫瓦：完全被馬德哈包围，属于阿拉伯联合酋长国，是二级飞地。
- 东帝汶
  - 歐庫西-安貝諾：東帝汶的區份之一，但全境皆位於印度尼西亚的西帝汶境內，瀕臨太平洋。

### 行政區域飛地
指一国之内，不同行政区域之间的飞地。汉语中称插花地。
- 西班牙
  - 特雷维尼奥飞地：属于布尔戈斯省管辖，却被巴斯克自治区的阿拉瓦省包围。
- 奥地利
  - 利恩茨縣，又稱东蒂罗尔（英语：East Tyrol）：東蒂罗爾是奧地利九個州裡面，蒂罗尔州的部分土地。第一次世界大戰結束時，原本屬於奧匈帝國一部份的蒂罗尔在戰爭結束時遭義大利軍佔領，之後的聖日耳曼條約中，戰勝的協約國諸國與新成立的奧地利簽訂，將南蒂罗尔劃分給義大利。結果，僅存的蒂罗尔州因此被一分為二，北蒂罗尔（德語：Nordtirol）與較小面積的東蒂罗尔中間隔著萨尔茨堡州（奧地利另外一個州）沒有相連，是歷史造成的地方型飛地之一。
- 俄罗斯
  - 阿迪格共和国：阿迪格共和国是俄羅斯聯邦的聯邦主體和自治共和國之一，被克拉斯诺达尔边疆区完全包圍，成為克拉斯诺达尔边疆区的內飛地。整個包圍阿迪格共和國。
  - 綠城行政區：莫斯科中央直辖市在莫斯科州的外飞地。
- 臺灣，參見：台灣飛地列表。
  - 台北市是新北市的內飛地。
  - 基隆市：2010年新北市升格後，基隆市成為台灣省的外飛地。
  - 嘉義市是嘉義縣的內飛地。
- 中国大陆，参见：中国大陆飞地列表。
  - 三河市、香河县、大厂回族自治县（統稱「北三县」）：皆屬於廊坊市，被北京市與天津市完全包圍，並跟廊坊市主體隔離，成為本市以及河北省的外飛地，是中國大陸面積最大的地區性飛地。[10]
- 香港
  - 西貢北是香港西貢半島北面部分以及附近島嶼，在香港十八區區域行政上不屬於陸地相連的沙田區或西貢區，而是屬於隔海相望的大埔區；所以是大埔區的外飛地。
  - 大嶼山東北部在香港十八區區域行政上，不屬於陸地相連的離島區，而是屬於隔海相望的荃灣區；所以是荃灣區的外飛地。

上述此兩地是因為考慮到以往交通不方便，在連接市區的道路落成前，前往這些地區主要的方式是依靠渡輪或街渡，故將之劃入隔海相鄰的政區。
- 香港國際機場第三跑道及客運廊，為後來填海擴建部分，然而區議會界線未有隨著填海工程而更改，故有一半區域不屬於陸地相連的離島區，而是屬於隔海相望的屯門區；所以是屯門區的外飛地。

- 日本
  - 轄區未接壤的市町村合併形成飛地：北海道釧路市；岐阜縣大垣市；青森縣外濱町、中泊町、五所川原市；德島縣三好市；鹿兒島縣奄美市。
  - 周圍市町村合併而併包圍形成內飛地：廣島縣府中町被廣島市包圍；長崎縣佐佐町被佐世保市包圍；佐賀縣玄海町一面鄰海，三面被唐津市包圍。
  - 郡所下轄的町村改制或合併為市，並脫離郡的管轄，剩餘的町村形成飛地：靜岡縣駿東郡清水町，由於原同屬駿東郡的御殿場町和裾野町分別於1955年和1971年改制為市，遂成為該郡的外飛地。
- 越南
  - 1977年8月30日，高諒省（今谅山省）高禄县合城社、枚坡社、黄铜社和广乐社划归谅山市社管辖，[11]导致高禄县的春隆、新城社与高禄县主体隔离，因此成为高禄县的外飞地。
- 美国
  - 密西根上半島是密西根州的飛地，與下半島隔麥基諾水道相望，兩者之間只有麦基诺大桥連接。
  - 埃利斯岛的一部分是纽约市在泽西市边界内的飞地，因此也是纽约州在新泽西州内的飞地。
  - 肯塔基湾与肯塔基州的其他地区并不相连，南边与田纳西州接壤，北边与密苏里州隔密西西比河向望
  - 西好莱坞和加利福尼亚州的比佛利山庄毗邻，但完全被洛杉矶市包围。加利福尼亚州的圣费尔南多完全被洛杉矶市包围。
  - 亚利桑那州的迪托位于纳瓦霍保留地的飞地内。这块飞地被霍皮保留地包围，而霍皮保留地本身又被纳瓦霍保留地包围。

### 历史上的外飞地
- 东普鲁士是德国在魏瑪共和國时期的外飛地。由于德国割让西普鲁士与波森两省予波兰，亦即波兰走廊，令东普鲁士与德国其它领土分开。现在，原东普鲁士分属于俄罗斯的加宁格勒州和波兰的瓦爾米亞-馬祖里省。
- 东巴基斯坦，亦即今天的孟加拉。東巴基斯坦曾是巴基斯坦的外飛地，在印巴分治時，依宗教及種族原則與印度分開，與巴基斯坦本土之間被印度的领土分开，並在印巴戰爭之後，於1971年獨立立國。
- 南非在纳米比亚的鯨灣港也曾是外飛地。1990年，纳米比亚独立，此港口并入该国。
- 九龍寨城位於香港的九龍，在英國統治期間是清朝實際上一塊特殊的外飛地。1898年簽定的《展拓香港界址專條》規定，九龍寨城仍然由清政府管轄，“所有現在九龍城內駐紮之清朝官員，仍可在城內各司其事，惟不得與保衛香港之武備有所妨礙”。但事實上，由條約生效後的一段短時間內因發生不同事件及衝突，加上其後清朝國力日漸衰退而不再派官員駐守，使九龍寨城變成「三不管地帶」（除了日佔時期由日軍接管以外）。1987年中英雙方达成协议，交由香港政府于1994年完全拆除，1995年闢為九龍寨城公園，劃入九龍城區。
- 靜岡縣駿東郡裾野町：1955年御殿場町改制為市後曾與清水町同屬駿東郡的外飛地，1971年改制為裾野市後不再屬於駿東郡。
- 孟加拉與印度
  - 印度的庫奇比哈縣與南方的孟加拉之間，存在大量的飛地。主要的原因是兩地的大君分別加入了印度與巴基斯坦，但是卻擁有很多不相連的土地產業。經過換地、印巴战争等等的兼併，印度在孟加拉境內還有三塊大的飛地，孟加拉在印度境內也還有一塊大的飛地，除此之外還有不少孤立的村落各被雙方封鎖邊界。孟加拉與印度邊界有一個世界罕見的丁·比卡走廊（英语：Tin Bigha Corridor），是由印度名義上租借給孟加拉，以便連結孟加拉本土與被印度領土所包圍的Dahagram–Angarpota內飛地。在兩國边境、孟加拉境内还存在一个属于印度的飞地，而这块内飞地中还包含着孟加拉国的一块外飞地。更复杂的是，这块外飞地中还包含着一块属于印度的“内内内飞地”，面积为0.007平方千米。[12]直到2015年6月6日，時任印度總理的納倫德拉·莫迪前往孟加拉首都達卡與孟加拉國總理謝赫·哈西娜共同簽署了一份領土互換協議。2015年7月31日午夜零時，印度與孟加拉交換兩國邊境飛地。這才標志着兩國之間長達數十年的邊境飛地問題宣告結束。
- 防川，1957年图们江洪水，导致其与中国内地陆路交通完全中断，四周被苏联包围，直到1990年方恢复与中国内地的陆路交通。

### 網站
- . Dictionary.com.   [2012年4月19日]. （原始内容存档于2011年2月25日） （英语）. （页面存档备份，存于）
- . Dictionary.com.   [2012年4月19日]. （原始内容存档于2010年10月28日） （英语）. （页面存档备份，存于）
- 各国飞地（英文）
- 世界飞地領土研究会 （页面存档备份，存于）（日語）